# 2017 aux échecs
| Années des échecs : 2014 - 2015 - 2016 - 2017 - 2018 - 2019 - 2020    |
| Décennies des échecs : 1980 - 1990 - 2000 - 2010 - 2020 - 2030 - 2040 |

Cette page recense les événements liés au monde des échecs qui ont eu lieu en 2017.

## Championnats du monde

### Coupe du monde d'échecs
L'Arménien Levon Aronian remporte la coupe du monde après sa victoire en finale contre le Chinois Ding Liren sur le score de 4 à 2.

### Championnat du monde féminin
La Chinoise Tan Zhongyi s'empare du titre mondial face à l'Ukrainienne Anna Mouzytchouk à Téhéran, capitale de l'Iran.

### Championnat du monde de blitz et de parties rapides
| Tournoi        | Champion mixte    | Championne     |
| -------------- | ----------------- | -------------- |
| Cadence rapide | Viswanathan Anand | Ju Wenjun      |
| Cadence blitz  | Magnus Carlsen    | Nana Dzagnidzé |

### Championnats du monde d'échecs senior, de la jeunesse et amateur
| Âge                              | Champion mixte                  | Championne          |
| -------------------------------- | ------------------------------- | ------------------- |
| Plus de 50 ans                   | Julio Granda                    | Elvira Berend       |
| Plus de 65 ans                   | Ievgueni Svechnikov             | Tamar Khmiadachvili |
| Juniors (moins de 20 ans)        | Aryan Tari                      | Zhansaya Abdumalik  |
| Moins de 18 ans                  | José Eduardo Martínez Alcántara | Laura Unuk          |
| Moins de 16 ans                  | Andreï Essipenko                | Annie Wang          |
| Moins de 14 ans                  | Dambasuren Batsuren             | Jishitha Dhanumuri  |
| Moins de 12 ans                  | Vincent Tsay                    | Divya Deshmukh      |
| Moins de 10 ans                  | Zhou Liran                      | Wei Yaqing          |
| Moins de 8 ans                   | Aren Emrikian                   | Alserkal Rouda Essa |
| Résolution de problèmes d'échecs | Kacper Piorun                   |                     |

Le Norvégien Aryan Tari s'impose au départage devant l'Arménien Manuel Petrossian et l'Indien Aravindh Chithambaram, tous à 8,5 points.

## Tournois classiques et rapides annuels
| Nom de l'événement                       | Dates                      | Lieu                     | Cadence            | Vainqueur                                      |
| ---------------------------------------- | -------------------------- | ------------------------ | ------------------ | ---------------------------------------------- |
| Tata Steel Chess                         | 14-29 janvier              | Wijk aan Zee             | Classique          | Masters : Wesley So Challengers : Gawain Jones |
| Festival d'échecs de Gibraltar           | 24 janvier - 1er février   | Gibraltar                | Classique          | Hikaru Nakamura                                |
| Open Aeroflot                            | 21 février - 1er mars      | Moscou                   | Classique          | Vladimir Fedosseïev                            |
| Mémorial Petrov                          |                            | Jurmala                  | Rapides            |                                                |
| 1er Sharjah Masters                      | 23-31 mars                 | Charjah                  | Classique          | Wang Hao                                       |
| Shenzhen Masters                         | 23 mars - 2 avril          | Shenzhen                 | Classique          | Ding Liren                                     |
| Zurich Chess Challenge                   | 13-17 avril                | Zurich                   | Classique et blitz | Hikaru Nakamura                                |
| Grenke Chess Classic                     | 15-22 avril                | Karlsruhe et Baden-Baden | Classique          | Levon Aronian                                  |
| Tournoi d'échecs de Poïkovski            | 18-27 avril                | Poïkovski                | Classique          | Emil Sutovsky                                  |
| Mémorial Vugar Gashimov,                 | 21-30 avril                | Shamkir                  | Classique          | Shakhriyar Mamedyarov                          |
| Mémorial Capablanca                      | 27 mai - 6 juin            | La Havane                | Classique          | Krishnan Sasikiran                             |
| Altibox Norway Chess                     | 5-17 juin                  | Stavanger                | Classique          | Levon Aronian                                  |
| 30e Tournoi « Magistral Ciudad de León » | 7-10 juillet               | León                     | Classique          | Wesley So                                      |
| Tournoi d'échecs de Danzhou              | 9-18 juillet               | Danzhou                  | Classique          | Wei Yi                                         |
| Sparkassen Chess Dortmund                | 15-23 juillet              | Dortmund                 | Classique          | Radosław Wojtaszek                             |
| Festival de Bienne                       | 24 juillet - 2 août        | Bienne                   | Classique          | Hou Yifan                                      |
| Isle of Man International                | 23 septembre - 1er octobre | Douglas                  | Classique          | Magnus Carlsen                                 |

Le cycle de tournois Grand Chess Tour réunissant plusieurs des meilleurs joueurs au monde a lieu en 2017. Cinq tournois composent le Grand Chess Tour 2017, pour une dotation totale de 1,2 million de dollars. Le Grand Chess Tour 2017 est remporté par le champion du monde en titre Magnus Carlsen à l'issue du tournoi London Chess Classic.
| Tournoi                          | Lieu        | Dates                     | Cadence         | Vainqueur              |
| -------------------------------- | ----------- | ------------------------- | --------------- | ---------------------- |
| Paris Grand Chess Tour           | Paris       | 21-25 juin                | Rapide et blitz | Magnus Carlsen         |
| Your Next Move Grand Chess Tour, | Louvain     | 28 juin - 2 juillet       | Rapide et blitz | Magnus Carlsen         |
| Sinquefield Cup                  | Saint-Louis | 31 juillet - 12 août      | Classique       | Maxime Vachier-Lagrave |
| Saint Louis Rapide & Blitz       | Saint-Louis | 13-20 août                | Rapide et blitz | Levon Aronian          |
| London Chess Classic             | Londres     | 29 novembre - 11 décembre | Classique       | Fabiano Caruana        |

## Compétitions par équipes

### Championnats continentaux par équipes
| Compétition                                        | Vainqueur mixte            | Vainqueur femmes           |
| -------------------------------------------------- | -------------------------- | -------------------------- |
| Championnat du monde d'échecs par équipes          | Chine,                     | Russie,                    |
| Championnat d'Europe d'échecs des nations          | Azerbaïdjan                | Russie                     |
| Championnat d'Asie d'échecs des nations            | Pas de compétition en 2017 | Pas de compétition en 2017 |
| Championnat panaméricain d'échecs des nations (en) |                            |                            |

### Championnats interclubs
| Compétition                                       | Champion                     | Deuxième                    | Troisième                |
| ------------------------------------------------- | ---------------------------- | --------------------------- | ------------------------ |
| Coupe d'Europe des clubs d'échecs                 | Globus Siberia Novossibirsk  | Alkaloid                    | Odlar Yurdu              |
| Coupe d'Europe des clubs d'échecs féminine        | Nona Batoumi                 | Odlar Yurdu                 | Bossa Nova               |
| Championnat d'Allemagne d'échecs des clubs        | OSG Baden-Baden              |                             |                          |
| Championnat d'Espagne d'échecs des clubs          |                              |                             |                          |
| Championnat de France d'échecs des clubs (Top 12) | Clichy Échecs 92             | Bischwiller                 | Nice Alekhine            |
| Coupe de France des clubs d'échecs                | Nice Alekhine                | Juvisy-sur-Orge             | —                        |
| Championnat de Russie par équipes                 | Sirius Sibérie (Novosibirsk) | MHS Notre Héritage (Moscou) | Malachite (Ekaterinburg) |
| Four Nations Chess League (en) (4NCL)             |                              |                             |                          |
| United States Chess League (en) (USCL)            |                              |                             |                          |

## Championnats continentaux et nationaux individuels

### Championnats continentaux individuels
| Compétition                              | Champion mixte  | Championne           |
| ---------------------------------------- | --------------- | -------------------- |
| Championnat d'Afrique d'échecs           | Bassem Amin     | Shahenda Wafa        |
| Championnat d'Asie d'échecs              | Wang Hao        | Võ Thị Kim Phụng     |
| Championnat d'Amérique d'échecs          | Samuel Sevian   | Deysi Cori           |
| Championnat d'Europe d'échecs individuel | Maksim Matlakov | Nana Dzagnidzé       |
| Championnat d'Océanie d'échecs           | Anton Smirnov   | Layla Timergazi (de) |

### Championnats nationaux individuels
| Pays                                              | Champion mixte               | Championne              |
| ------------------------------------------------- | ---------------------------- | ----------------------- |
| Championnat d'Afrique du Sud d'échecs             |                              |                         |
| Championnat d'Albanie d'échecs (en)               |                              |                         |
| Championnat d'Algérie d'échecs                    |                              |                         |
| Championnat d'Allemagne d'échecs                  |                              |                         |
| Championnat d'Andorre d'échecs                    |                              |                         |
| Championnat d'Argentine d'échecs                  |                              |                         |
| Championnat d'Arménie d'échecs                    |                              |                         |
| Championnat d'Australie d'échecs                  |                              |                         |
| Championnat d'Autriche d'échecs                   |                              |                         |
| Championnat d'Azerbaïdjan d'échecs                |                              |                         |
| Championnat du Bangladesh d'échecs                |                              |                         |
| Championnat de la Barbade d'échecs                |                              |                         |
| Championnat de Belgique d'échecs                  |                              |                         |
| Championnat de la Biélorussie d'échecs            |                              |                         |
| Championnat de Birmanie d'échecs                  | Wynn Zaw Htun                |                         |
| Championnat de Bolivie d'échecs                   |                              |                         |
| Championnat de Bosnie-Herzégovine d'échecs        |                              |                         |
| Championnat du Botswana d'échecs                  |                              |                         |
| Championnat du Brésil d'échecs                    | Aleksandr Fier               |                         |
| Championnat de Bulgarie d'échecs                  |                              |                         |
| Championnat du Canada d'échecs                    |                              |                         |
| Championnat du Chili d'échecs                     |                              |                         |
| Championnat de Chine d'échecs                     |                              |                         |
| Championnat de Colombie d'échecs                  |                              |                         |
| Championnat de Corée du Sud d'échecs              |                              |                         |
| Championnat du Costa Rica d'échecs                |                              |                         |
| Championnat de Croatie d'échecs                   |                              |                         |
| Championnat de Cuba d'échecs                      | Lázaro Bruzón                | Yerisbel Miranda Llanes |
| Championnat de Chypre d'échecs                    |                              |                         |
| Championnat du Danemark d'échecs                  |                              |                         |
| Championnat d'Écosse d'échecs                     |                              |                         |
| Championnat des Émirats Arabes Unis d'échecs      |                              |                         |
| Championnat d'Espagne d'échecs                    |                              |                         |
| Championnat d'Estonie d'échecs                    |                              |                         |
| Championnat des États-Unis d'échecs               | Wesley So                    | Sabina-Francesca Foisor |
| Championnat des îles Féroé d'échecs               | Helgi Dam Ziska              |                         |
| Championnat de Finlande d'échecs                  |                              |                         |
| Championnat de France d'échecs                    | Étienne Bacrot               | Sophie Milliet          |
| Championnat de Géorgie d'échecs                   | Luka Paichadzé               | Bela Khotenashvili      |
| Championnat d'échecs de Grande-Bretagne           |                              | Jovanka Houska          |
| Championnat de Grèce d'échecs                     |                              |                         |
| Championnat du Guatemala d'échecs                 |                              |                         |
| Championnat du Honduras d'échecs                  |                              |                         |
| Championnat de Hongrie d'échecs                   |                              |                         |
| Championnat d'Inde d'échecs                       |                              |                         |
| Championnat d'Indonésie d'échecs                  |                              |                         |
| Championnat d'Iran d'échecs                       |                              |                         |
| Championnat d'Irlande d'échecs                    |                              |                         |
| Championnat d'Islande d'échecs                    |                              |                         |
| Championnat d'Israël d'échecs                     |                              |                         |
| Championnat d'Italie d'échecs                     |                              |                         |
| Championnat de Jamaïque d'échecs                  |                              |                         |
| Championnat du Japon d'échecs                     |                              |                         |
| Championnat du Kazakhstan d'échecs                |                              |                         |
| Championnat du Kenya d'échecs                     |                              |                         |
| Championnat du Kosovo d'échecs                    | Nderim Saraçi                |                         |
| Championnat de Lettonie d'échecs                  |                              |                         |
| Championnat du Liban d'échecs                     |                              |                         |
| Championnat de Lituanie d'échecs                  |                              |                         |
| Championnat du Luxembourg d'échecs                |                              |                         |
| Championnat de Macédoine d'échecs                 |                              |                         |
| Championnat de Madagascar d'échecs                |                              |                         |
| Championnat de Malaisie d'échecs                  |                              |                         |
| Championnat de Malte d'échecs                     |                              |                         |
| Championnat du Maroc d'échecs                     |                              |                         |
| Championnat du Mexique d'échecs                   |                              |                         |
| Championnat de Moldavie d'échecs                  |                              |                         |
| Championnat de Mongolie d'échecs                  |                              |                         |
| Championnat du Monténégro d'échecs                |                              |                         |
| Championnat du Népal d'échecs                     |                              |                         |
| Championnat de Namibie d'échecs                   | Dante Beukes                 | Lishen Mentile          |
| Championnat de Nouvelle-Zélande d'échecs          |                              |                         |
| Championnat de Norvège d'échecs                   |                              |                         |
| Championnat d'Ouzbékistan d'échecs                |                              |                         |
| Championnat du Pakistan d'échecs                  |                              |                         |
| Championnat du Paraguay d'échecs                  |                              |                         |
| Championnat d'échecs des Pays-Bas                 |                              |                         |
| Championnat du Pays de Galles d'échecs            |                              |                         |
| Championnat du Pérou d'échecs                     |                              |                         |
| Championnat des Philippines d'échecs              |                              |                         |
| Championnat de Pologne d'échecs                   |                              |                         |
| Championnat du Portugal d'échecs                  |                              |                         |
| Championnat de la République Dominicaine d'échecs |                              |                         |
| Championnat de la République Tchèque d'échecs     |                              |                         |
| Championnat de Roumanie d'échecs                  | Andrei Istrățescu,           | Corina Peptan,          |
| Championnat de Russie d'échecs                    | Peter Svidler                | Aleksandra Goriatchkina |
| Championnat du Salvador d'échecs                  |                              |                         |
| Championnat de Serbie d'échecs                    |                              |                         |
| Championnat de Singapour d'échecs                 |                              |                         |
| Championnat de Slovaquie d'échecs                 |                              |                         |
| Championnat de Slovénie d'échecs                  |                              |                         |
| Championnat du Sri Lanka d'échecs                 |                              |                         |
| Championnat de Suède d'échecs                     |                              |                         |
| Championnat de Suisse d'échecs                    |                              | Lena Georgescu          |
| Championnat du Suriname d'échecs                  |                              |                         |
| Championnat du Togo d'échecs                      | Adama Mawulikplim Ephoevi-Ga |                         |
| Championnat de Trinité-et-Tobago d'échecs         |                              |                         |
| Championnat de Turquie d'échecs                   |                              |                         |
| Championnat d'Ukraine d'échecs                    |                              |                         |
| Championnat d'Uruguay d'échecs                    |                              |                         |
| Championnat du Venezuela d'échecs                 |                              |                         |
| Championnat du Vietnam d'échecs                   | Trần Tuấn Minh               |                         |
| Championnat de Zambie d'échecs                    | Andrew Kayonde               |                         |
| Championnat du Zimbabwe d'échecs                  | Jemusse Zhemba               |                         |

## Création de l'ordinateur d'échecs AlphaZero
Dans un match organisé par l'entreprise Google à travers sa filiale DeepMind, l'ordinateur d'échecs AlphaZero pulvérise son concurrent Stockfish 8 dans un match de 100 parties, sur le score de 28 victoires, 72 nulles et 0 défaite.

## Évolution des classements mondiaux en 2017
Les joueurs d'échecs ont un classement Elo mis à jour chaque mois par la FIDE en fonction de leurs résultats sportifs, et chaque partie jouée rapporte ou retire des points Elo aux joueurs. Au cours de l'année 2017, plusieurs progressions au classement Elo sont remarquées.

### Classement mixte
| Rang 2018 | Nom                    | Né en | Fédération  | Elo 2018 | Rang 2017 | Elo 2017 | Évolution     |
| --------- | ---------------------- | ----- | ----------- | -------- | --------- | -------- | ------------- |
| 1         | Magnus Carlsen         | 1990  | Norvège     | 2 834    | 1         | 2 840    | en stagnation |
| 2         | Fabiano Caruana        | 1992  | États-Unis  | 2 811    | 2         | 2 827    | 16            |
| 3         | Shakhriyar Mamedyarov  | 1985  | Azerbaïdjan | 2 804    | 13        | 2 766    | 38            |
| 4         | Levon Aronian          | 1982  | Arménie     | 2 797    | 9         | 2 780    | 17            |
| 5         | Maxime Vachier-Lagrave | 1990  | France      | 2 793    | 5         | 2 796    | en stagnation |
| 6         | Wesley So              | 1993  | États-Unis  | 2 792    | 4         | 2 808    | 16            |
| 7         | Vladimir Kramnik       | 1975  | Russie      | 2 787    | 3         | 2 811    | 24            |
| 8         | Hikaru Nakamura        | 1987  | États-Unis  | 2 781    | 7         | 2 785    | en stagnation |
| 9         | Ding Liren             | 1992  | Chine       | 2 769    | 14        | 2 760    | en stagnation |
| 10        | Peter Svidler          | 1976  | Russie      | 2 768    | 19        | 2 748    | 20            |

### Classement femmes
| Rang 2018 | Nom                 | Né en | Fédération | Elo 2018 | Rang 2017 | Elo 2017 | Évolution     |
| --------- | ------------------- | ----- | ---------- | -------- | --------- | -------- | ------------- |
| 1         | Hou Yifan           | 1994  | Chine      | 2 680    | 1         | 2 651    | 29            |
| 2         | Ju Wenjun           | 1991  | Chine      | 2 572    | 2         | 2 583    | 11            |
| 3         | Anna Muzychuk       | 1990  | Ukraine    | 2 571    | 3         | 2 558    | 13            |
| 4         | Alexandra Kosteniuk | 1984  | Russie     | 2 561    | 5         | 2 549    | 12            |
| 5         | Kateryna Lagno      | 1989  | Russie     | 2 556    | 9         | 2 530    | 26            |
| 6         | Viktorija Cmilyte   | 1983  | Lituanie   | 2 542    | 8         | 2 538    | en stagnation |
| 7         | Mariya Muzychuk     | 1992  | Ukraine    | 2 540    | 6         | 2 546    | en stagnation |
| 8         | Lei Tingjie         | 1997  | Chine      | 2 531    | 22        | 2 467    | 64            |
| 9         | Tan Zhongyi         | 1991  | Chine      | 2 523    | 14        | 2 502    | 21            |
| 10        | Nana Dzagnidze      | 1987  | Géorgie    | 2 522    | 10        | 2 525    | en stagnation |

## Transferts
Plusieurs transferts notables ont été relevés au cours de l'année :
- Dorsa Derakhshani quitte la fédération iranienne pour la fédération américaine[62].

## Nécrologie
- 1er janvier : Samuel Schweber (en)
- 13 janvier : Hans Berliner
- 21 janvier : Cristina-Adela Foișor
- février 2017 : Enver Bukić
- 6 février : Raymond Smullyan
- 19 février : Hillar Kärner (en)
- 10 mars : Nikolay Minev (en)
- 28 mars : Iluska Pereira da Cunha Simonsen (en)
- 5 avril : Arthur Bisguier
- 30 avril : Vadim Teplitsky (en)
- 22 mai : Viktor Koupreïtchik
- 29 mai : Stefano Tatai
- 5 juin : Josef Kupper (en)
- 13 juin : Ljubica Živković (en)
- 19 juin : Zoltán Sárosy
- 2 juillet : Tatiana Zatoulovskaïa et Vladimir Malaniouk
- 18 juillet : Andrew Paulson (en)[63]
- 17 août : Corvin Radovici (en)
- 18 août : Mirosława Litmanowicz (en)
- 1 octobre : Larissa Volpert
- 13 octobre : William Lombardy[64]
- 28 octobre : Haji Ardiansyah
- 30 octobre : Algimantas Butnorius
- 13 novembre : Beryl Hughes (en)
- 16 novembre : Valeri Yandemirov (en)
- 16 décembre : Reinhart Fuchs (en)
- 17 décembre : Marija Kartanaitė (en) et Maria Rivka Chwoles-Lichtenfeld (en)